# Huť Poldi
Huť Poldi Kladno je ochranná známka a název několika podniků v Kladně. 
Kladenské železárny Poldi založil v roce 1889 podnikatel Karl Wittgenstein, otec významného filozofa Ludwiga Wittgensteina spolu s Gottfriedem Bacherem, ředitelem Pražské železářské společnosti v Kladně. Podnik postupně rostl, zejména válečnými zakázkami v obou světových válkách. Ve druhé polovině 20. století do ní byla včleněna prakticky veškerá ocelářská výroba v Kladně. Po roce 1989 nastal úpadek a podnik se rozpadl na několik nástupnických firem. Část patří od roku 1999 německé firmě Scholz.

## Historie

### 1889–1918
18. května 1889 založil vídeňský podnikatel a ředitel Pražské železářské společnosti Karl Wittgenstein na Kladně speciální ocelárnu. Na počest jeho manželky Leopoldiny dostal podnik jméno Poldina huť a později, v roce 1893, si nechal podnik registrovat ochrannou známku s profilem hlavy paní Leopoldiny (Poldi). 
Wittgenstein založil Poldinu huť jako soukromý podnik, nicméně již příštího roku z něj udělal akciovou společnost. Jeho úmyslem bylo věnovat se především výrobě vysoce kvalitní oceli a jejímu prodeji do zahraničí, tedy zaplnit na trhu místo, které nepokrývala Pražská železářská společnost. Poldina huť zpracovávala odpad z válcoven sousedící Vojtěšské huti a dělala z něj vysoce kvalitní takzvanou kelímkovou ocel. Tuto ocel později vyměnila za elektroocel po postavení první elektrické pece roku 1908.
Získávání materiálu z Vojtěšské huti nebyl problém, neboť Wittgenstein byl v té době zároveň ředitelem Pražské železářské společnosti, a tak vlastně podepsal smlouvu sám se sebou a později neváhal tohoto postavení ve prospěch Poldiny huti využít.
Již 20. června 1889 v Kladně proběhla stávka horníků, kdy rozbouřený dav poničil radnici, Bacherovu vilu, po střelbě četníků zemřely tři děti a bylo odsouzeno několik lidí.
Vedení huti se od začátku intenzivně věnovalo exportu, který nutil Poldinu huť svádět tvrdší konkurenční boj než jaký byl nutný na tuzemském trhu. V prvních letech své existence vyvážela do zahraničí vždy alespoň pětinu výroby a v roce 1897 měla huť filiálky v osmnácti městech Evropy od Sheffieldu, Madridu, Curychu či Milána po Rigu, Moskvu nebo například Baku. Téhož roku dodávala huť výkovky pro první oceánské rakousko-uherské bitevní lodě třídy Habsburg. Wittgenstein byl tvrdý podnikatel a jeho racionalizační kroky – zejména v Rakousku – vyvolaly značný odpor. Roku 1898 proto své podíly ve společnosti prodal a žil jako bohatý soukromník a známý mecenáš.
Roku 1900 zaměstnávala Huť Poldi asi 1200 dělníků a vyráběla 36 tisíc tun oceli a 16 tisíc tun hotových výrobků, zejména děl, hlavní, dále ocelová péra, ocel na nástroje a ocelové dráty. Většina výrobků se vyvážela.  Před první světovou válkou zásobovala Poldina huť ne jen rakousko-uherskou armádu, ale též například italskou. 

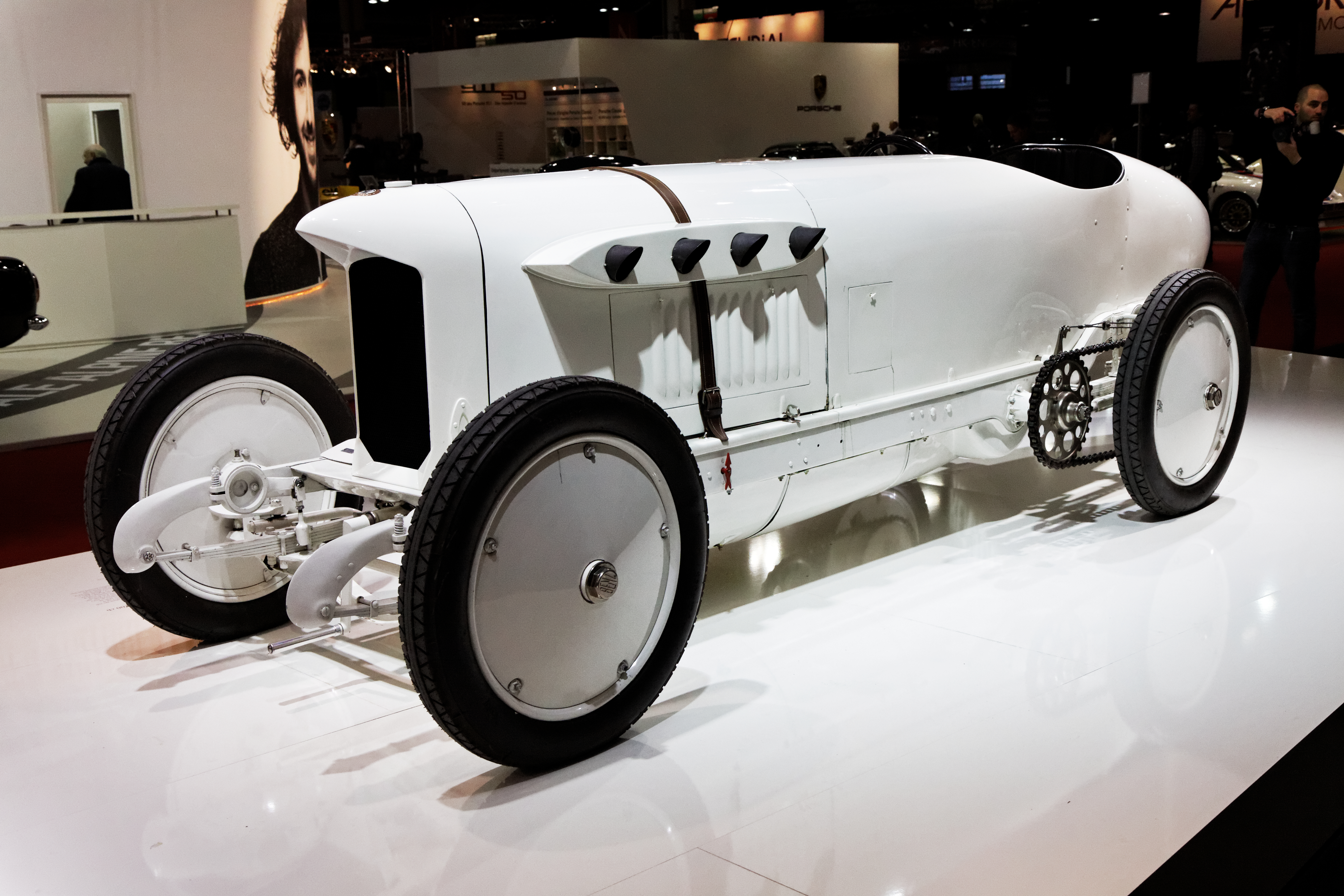
Vůz Blitzen Benz

Kolem roku 1900 zde bylo vyvinuto velmi úspěšné Poldi kladívko na dílenské měření tvrdosti, varianta Brinellovy metody. O šest let později byla v huti vynalezena ocel známá jako POLDI MAXIMUM, která se stala nejlepší rychlořeznou ocelí na světovém trhu. V letech 1903–1911 postavil slavný vídeňský architekt Josef Hoffmann „Dům hostů Poldi“ včetně vnitřního vybavení, vilu pro ředitele a navrhl nové fasády budov. Roku 1909 byla použita ocelová kliková hřídel Poldi na konstrukci vozu Blitzen Benz, který v roce 1911 ustavil v Daytoně (USA) světový rychlostní rekord 211,51 km/h. Další taková hřídel byla například ve vozu značky Gräf & Stift, ve kterém se vydal na osudnou cestu do Sarajeva František Ferdinand d'Este. Roku 1913 půjčila huť 300 tisíc zlatých čínské vládě s tím, že ta si po splacení objedná za stejnou sumu součásti děl a nástrojovou ocel.
V letech 1916–1920 vznikla pobočka firmy v Chomutově.

### 1918–1990
V roce 1922 byla patentována žáruvzdorná ocel POLDI AKS, jejíž složení celosvětově ovlivnilo vývoj těchto materiálů.
Roku 1929 zaměstnávala Huť Poldi 4000 dělníků a vyráběla 40 tisíc tun výrobků, zejména dělových a kulometných hlavní, nástrojů a klikových hřídelí. Dvě třetiny produkce se vyvážely.
Generálním ředitelem Poldiny hutě byl v období 1932–1945 Dipl. Ing. Dr. Franz Hummelberger a během nacistické okupace byla Huť Poldi součástí Herrmann-Göring Werke. Roku 1938 byly dodány konstrukční oceli pro automobil Thunderbolt, s nímž britský závodník George Eyston v letech 1938–1939 ustavil tři světové rychlostní rekordy, všechny nad 500 km/h. V téže době vrcholily dodávky ocelí POLDI pro československou armádu. Již dříve dodala Poldina huť pancéřování pro největší československou válečnou loď, dunajský monitor President Masaryk. Těsně před druhou světovou válkou měla Poldina huť pobočky se sklady a obchodní zastoupení ve 39 zemích světa.
V roce 1945 na základě Košického vládního programu došlo k znárodnění klíčového průmyslu a Poldina huť se stává součástí nově vytvořeného národního podniku „Spojené ocelárny“.
V roce 1951 je obžalováno „protistátní spiklenecké centrum" vedené Rudolfem Slánským ze zbourání vysoké pece, která byla postavena teprve v roce 1943 a nová tunelová žíhací pec.
Žáruvzdorné oceli POLDI se uplatnily na československých cvičných proudových letounech Aero L-29 Delfín a jejich pokračovatelích Aero L-39 Albatros.
Roku 1969 byla zahájena výroba chirurgických souprav z korozivzdorných ocelí Poldi. Roku 1980 byly použity titanové slitiny POLDI na čs. akrobatické letouny Zlín Z-50, na nichž letci Ivan Tuček a Petr Jirmus získali tituly mistrů světa v letecké akrobacii. Roku 1990 obdržela POLDI zlatou medaili na výstavě Brussels Euréka za ocel POLDI ATABOR, sloužící k ukládání jaderných odpadů.

### Po roce 1989
Dne 11. srpna 1993 byla vládou České republiky schválena privatizace akciové společnosti POLDI Kladno. Veřejnou soutěž vyhrál architekt Vladimír Stehlík se svou nabídkou 1,75 miliardy Kč a společnost překřtil na POLDI ocel. Příštího roku byla podepsána smlouva. Společnost však měla velké dluhy a v červenci 1995 byla zastavena výroba údajně pro nedostatek zakázek. Roku 1996 podal Fond národního majetku na Stehlíka žalobu a ten byl 27. listopadu 1996 vzat do vazby. Stehlík veškerá obvinění vždy popíral a soud se táhl mnoho let. Problematický byl i postoj tehdejší vlády Václava Klause i ministra průmyslu a obchodu Vladimíra Dlouhého. Podle Stehlíka svědčí mnoho důkazů o cílené likvidaci a korupci při prodeji, což soud opakovaně zamítl i přes jím předložené údajné důkazy.
Zaměstnání ztratilo více než 6 tisíc lidí, většina z nich využila blízkosti Prahy a novou práci našla právě v hlavním městě. Dne 18. ledna 2019 byla Huť Poldi v elektronické dražbě vydražena za vyvolávací cenu 140 milionů Kč společností Opimo Trade z Velké Polomi, která se o podnik zajímala už v minulosti.
Poldi měla povolenou reorganizaci, proti které se odvolal jeden z věřitelů.[zdroj?]

## Galerie

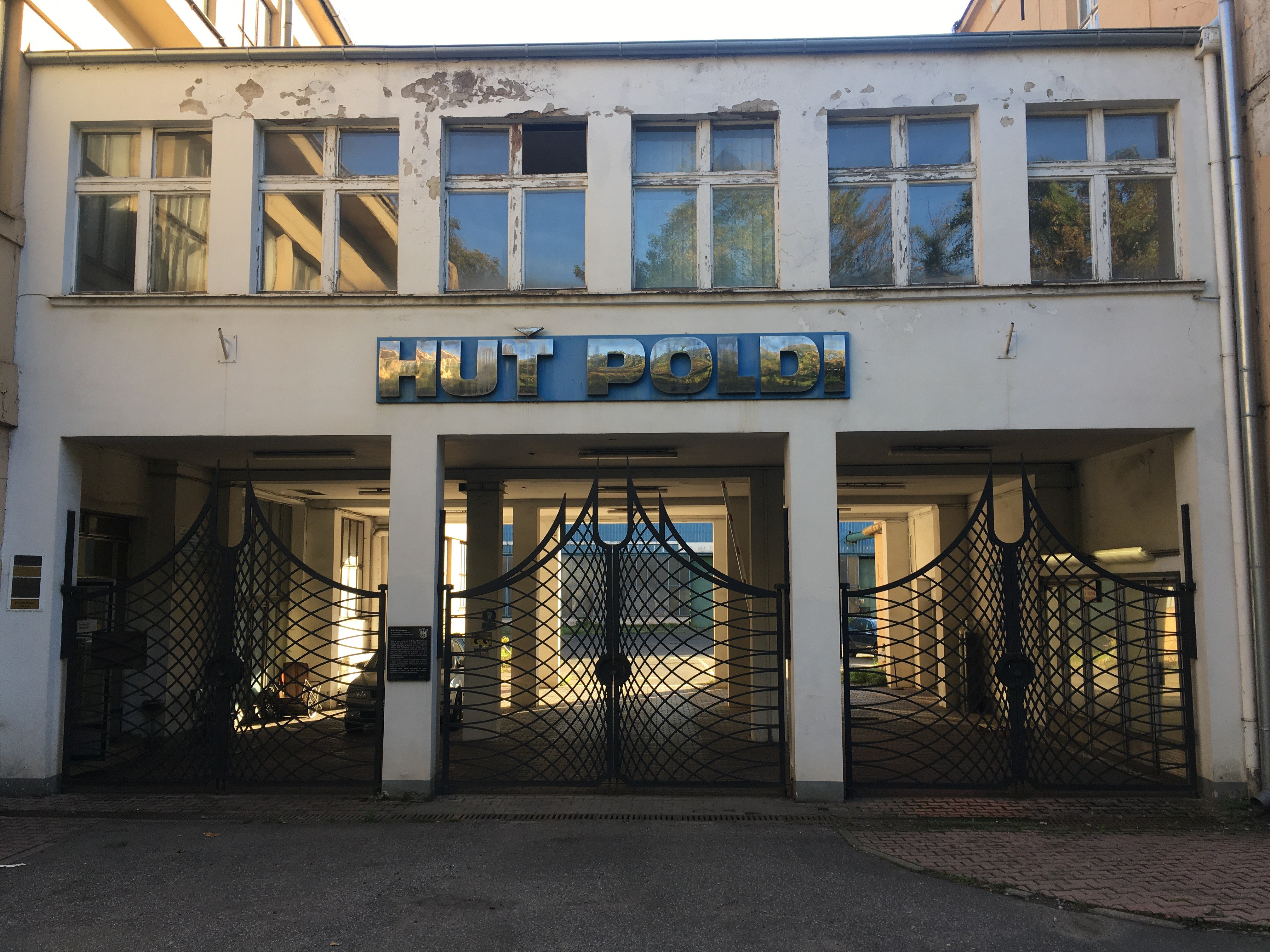
Brána Hutí s kovanými vraty od Viktora Stříbrného
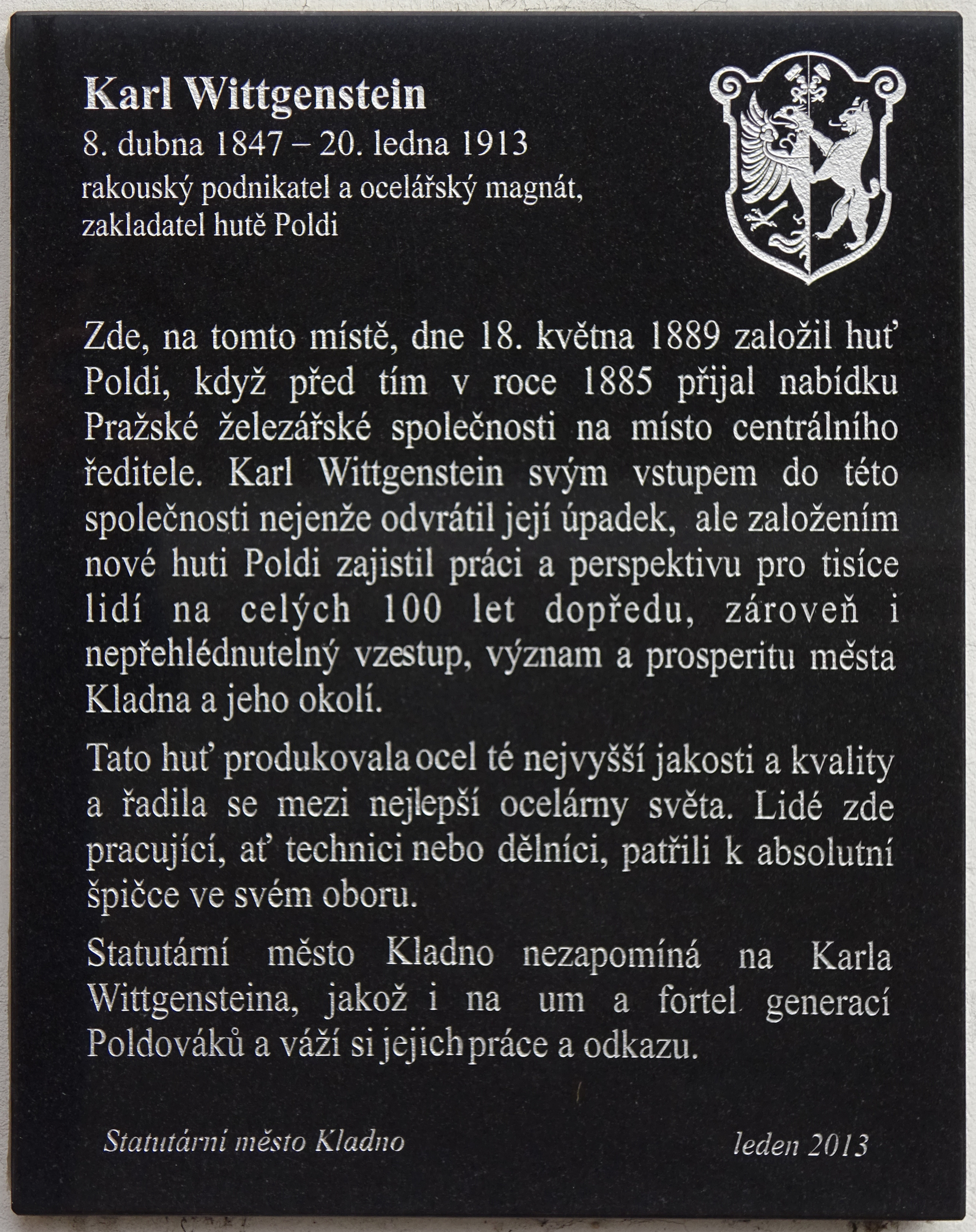
Pamětní deska na bráně Hutí v Průmyslové ulici z roku 2013
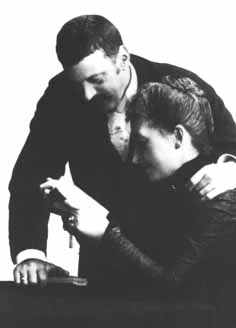
Karl Wittgenstein s manželkou Leopoldinou, firma Poldi byla nazvána jejím jménem a profil její tváře se stal logem společnosti i místních sportovních klubů
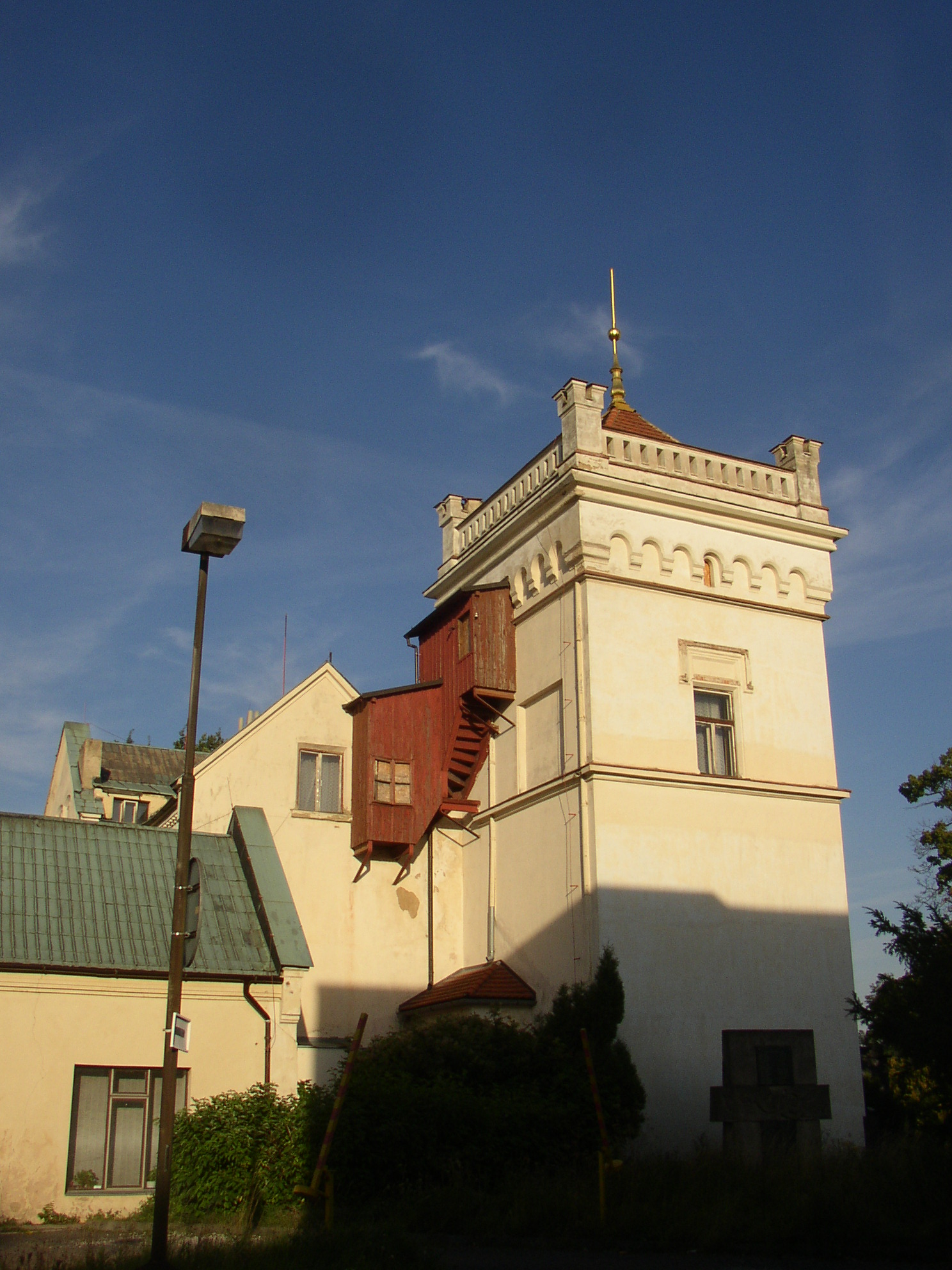
Vila Bachrovna ve které sídlilo ředitelství hutí
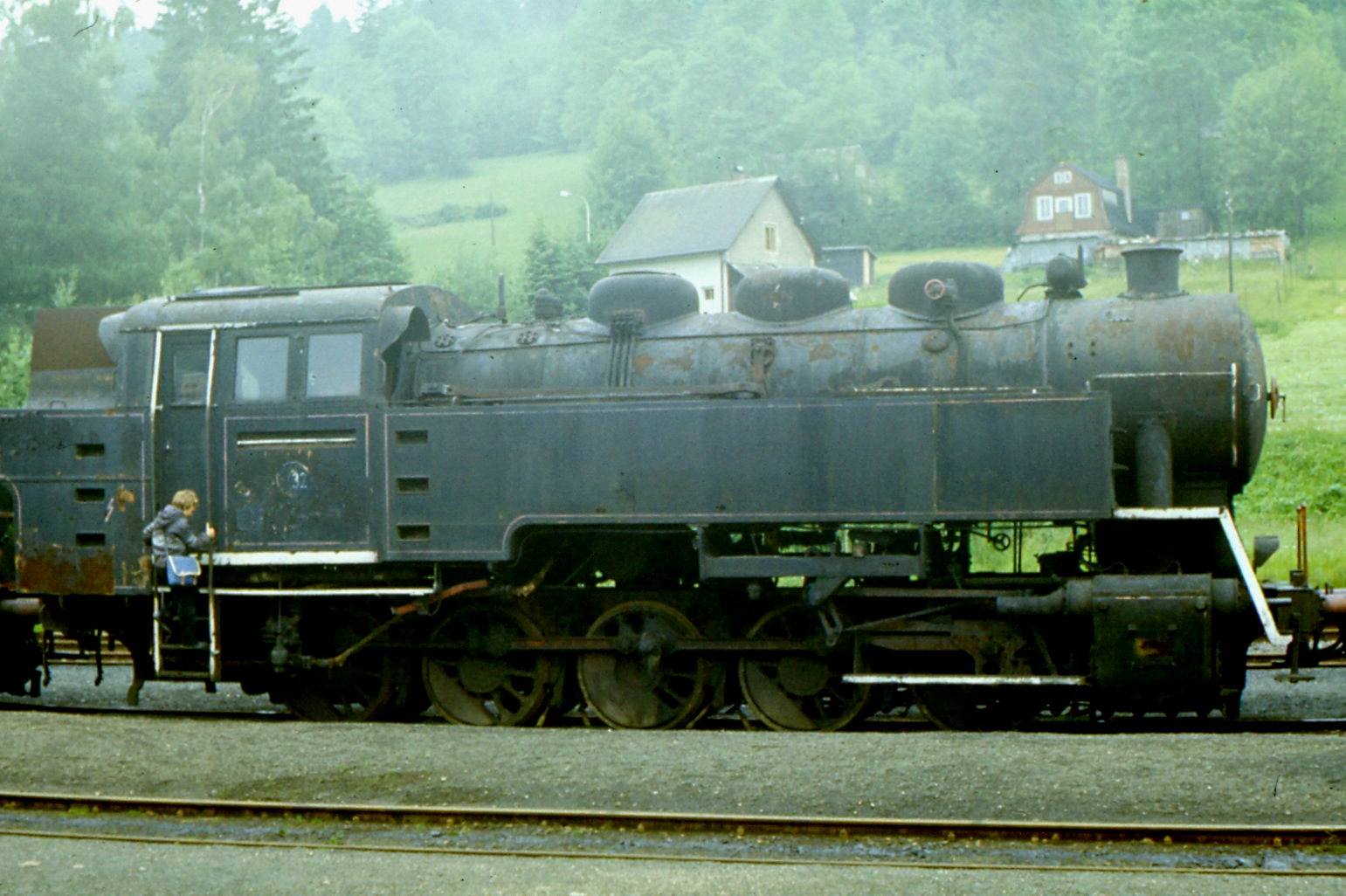
Lokomotiva ČKD EP 1000, která v letech 1956-1978 sloužila na vlečce Poldovky